# Piano nobile

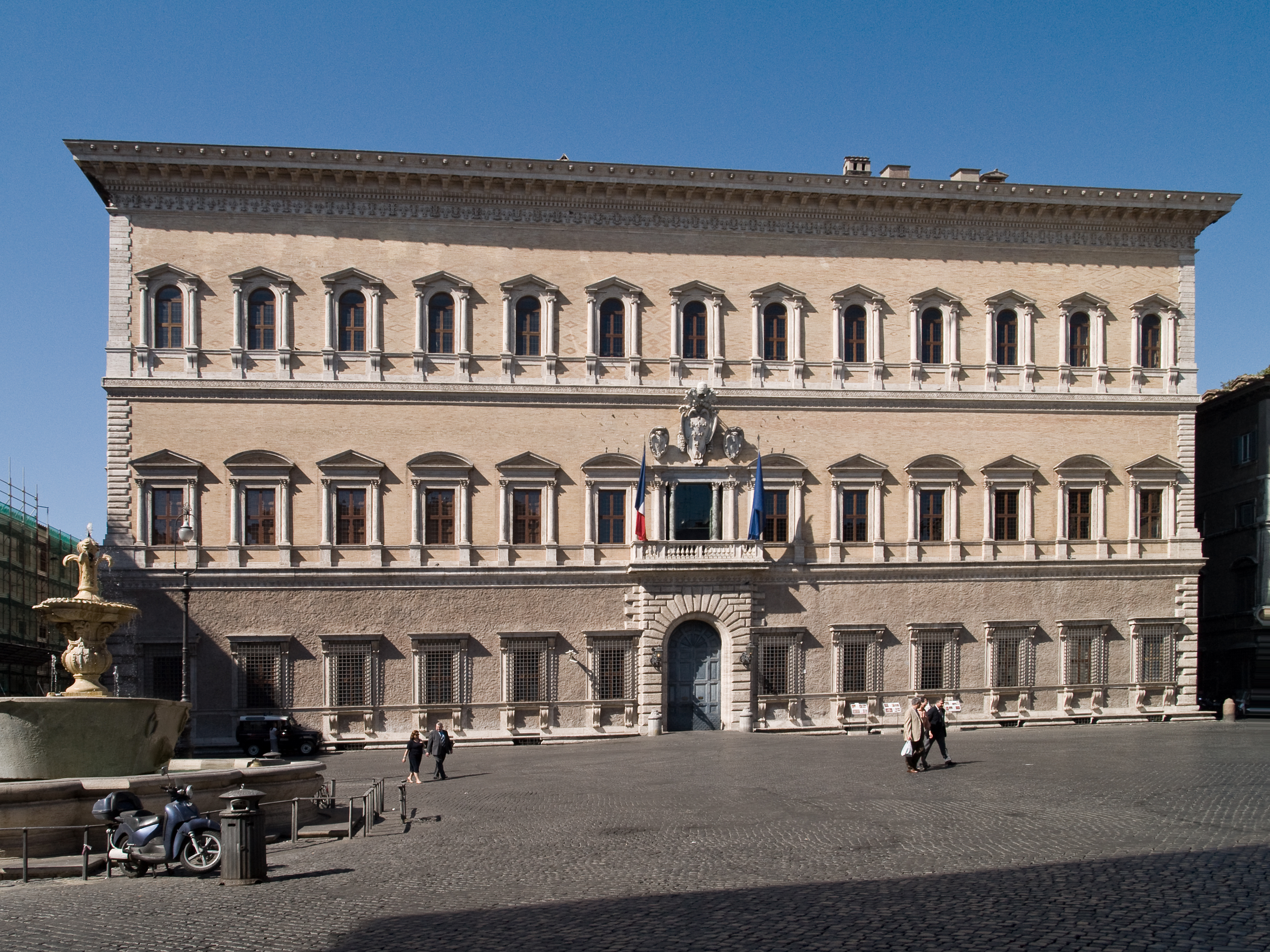
Palazzo Farnese i Rom. Piano nobile är den våning där triangulära och segmentbågeformade pediment kröner fönstren.

Piano nobile, den förnäma våningen, avser huvudvåningen i ett palats eller i någon annan byggnad, vanligen en eller två trappor upp, med högre rumshöjd och rik utsmyckning.